# Estació de la Catalana
La Catalana és una estació de tramvia la línia T5 de la xarxa del Trambesòs situada sobre el carrer de Cristòfol de Moura entre l'Avinguda de la Catalana i la Ronda Litoral al barri de la Catalana de Sant Adrià de Besòs. Aquesta es va inaugurar el 6 de maig de 2007 amb la prolongació de la T5 entre Besòs i Sant Joan Baptista.
El traçat de tramvia pel carrer Cristòfol de Moura s'aprova el 2002 i els operaris i màquines hi comencen a treballar durant el 2003. El 19 de marc de 2007 es va iniciar el periode de proves amb la circulació per l'estació de combois sense passatgers. Passats 2 mesos, la parada s'obria al públic, perllongant-se la línia T5 un total de 2,2 km i 4 nous punts d'aturada des l'estació de Besòs fins l'estació de Sant Joan Baptista.
El 15 de juny del 2008, l'estació quedava enllaçada amb un nou traçat de tramvia per la Rambla de la Mina, abans de la parada del Parc del Besòs. Aquest fet suposà d'ençà la circulació de la línia T6 per la parada i que hi circulà fins al 19 de febrer del 2012.
| Trambesòs                  |                |       |                    |                        |
| Procedència/Destinació     | <              | Línia | >                  | Procedència/Destinació |
| Ciutadella - Vila Olímpica | Parc del Besòs |       | Sant Joan Baptista | Gorg                   |